# Frank Morris
Frank Lee Morris (født 1. september 1926 i Washington, D.C, savnet siden 11. juni 1962) er en amerikansk bankrøver som flygtede fra fængslet Alcatraz. Morris flygtede sammen med brødrene John og Clarence Anglin natten til 11. juni 1962
Efter flugten er Morris og Anglin-brødrene aldrig blevet set eller hørt igen, og det antages, at de er døde. Det er fortsat uvist om Morris klarede at nå friheden, eller om han omkom i vandet på vej væk fra Alcatraz, men myten om at ham og Angelin brødrene er fortsat berømt.

## Flugten
Den 3. januar 1960, blev Morris sendt til Alcatraz, hvor han blev indsat med fangenummeret AZ1441. Morris begyndte angiveligt at udforme sin flugt inden et år efter hans ankomst på Alcatraz. Der var tre andre involverede: John Anglin, hans bror Clarence Anglin og Allen West, der muligvis var hjernen bag flugtplanen. West var dog den eneste af de fire, som ikke endte med at deltage i flugten, da han ikke kunne få ventilationslugen af tids nok til at flygte med de andre.
Flugten var lang og kompliceret. Over en periode på 15 måneder, skabte Morris, West og Anglin brødrene en flåde, fremstillede naturtro dukkehoveder, der skulle fungere som afledningsmanøvre og stjal værktøj til grave med. Flåden blev fremstillet af regnfrakker og kontaktlim, og ventilationslugen bagerst i cellen blev gravet ud. 
Om morgenen den 11. juni 1962, fandt fængselsbetjentene dummy-hovederne og slog alarm. Flåden og mændene blev aldrig fundet. Det eneste som blev fundet var en padleåre og en vandtæt pose med personlige billeder og notater til Angelin-brødrene.
Myndighederne var sikre på at mændene var druknet. De mente at en pose fuld af personlige egendele var det sidste de ville miste i en flugt.

## I populærkultur
I 1963 skrev J. Campbell Bruce sin bog kaldet Flugten fra Alcatraz om flugtforsøg fra Alcatraz Island, der inkludererede Morris og Anglin-brødrenes succesfulde flugt. I 1979 blev bogen filmatiseret i filmen Escape from Alcatraz med Clint Eastwood, Fred Ward og Jack Thibeau som henholdsvis Frank Morris, John Anglin og Clarence Anglin. Allen West blev spillet af Larry Hankin; men hans navn blev ændret til Charley Butts.